# Exposição Internacional de 2008

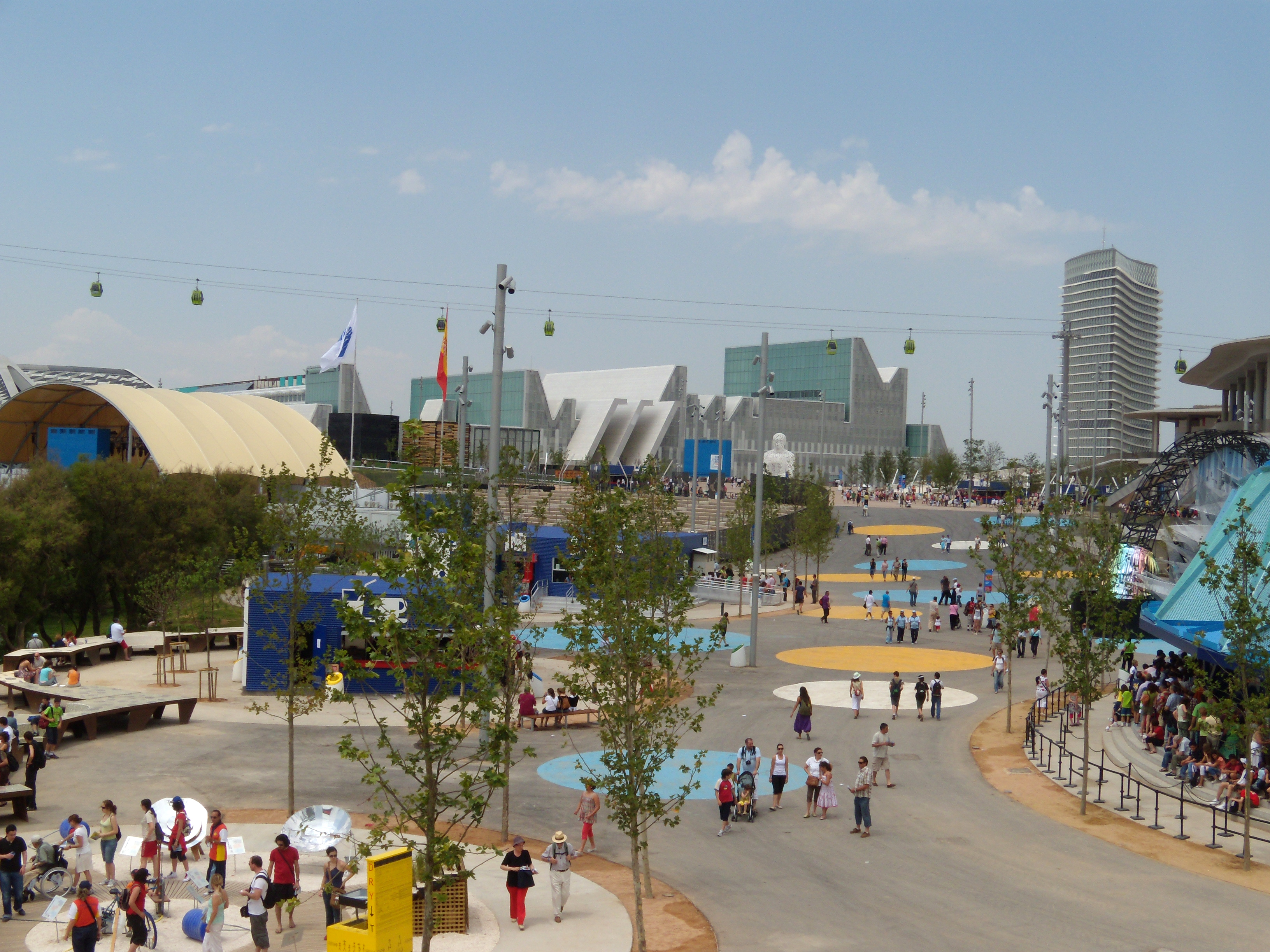
Vista sobre a Expo

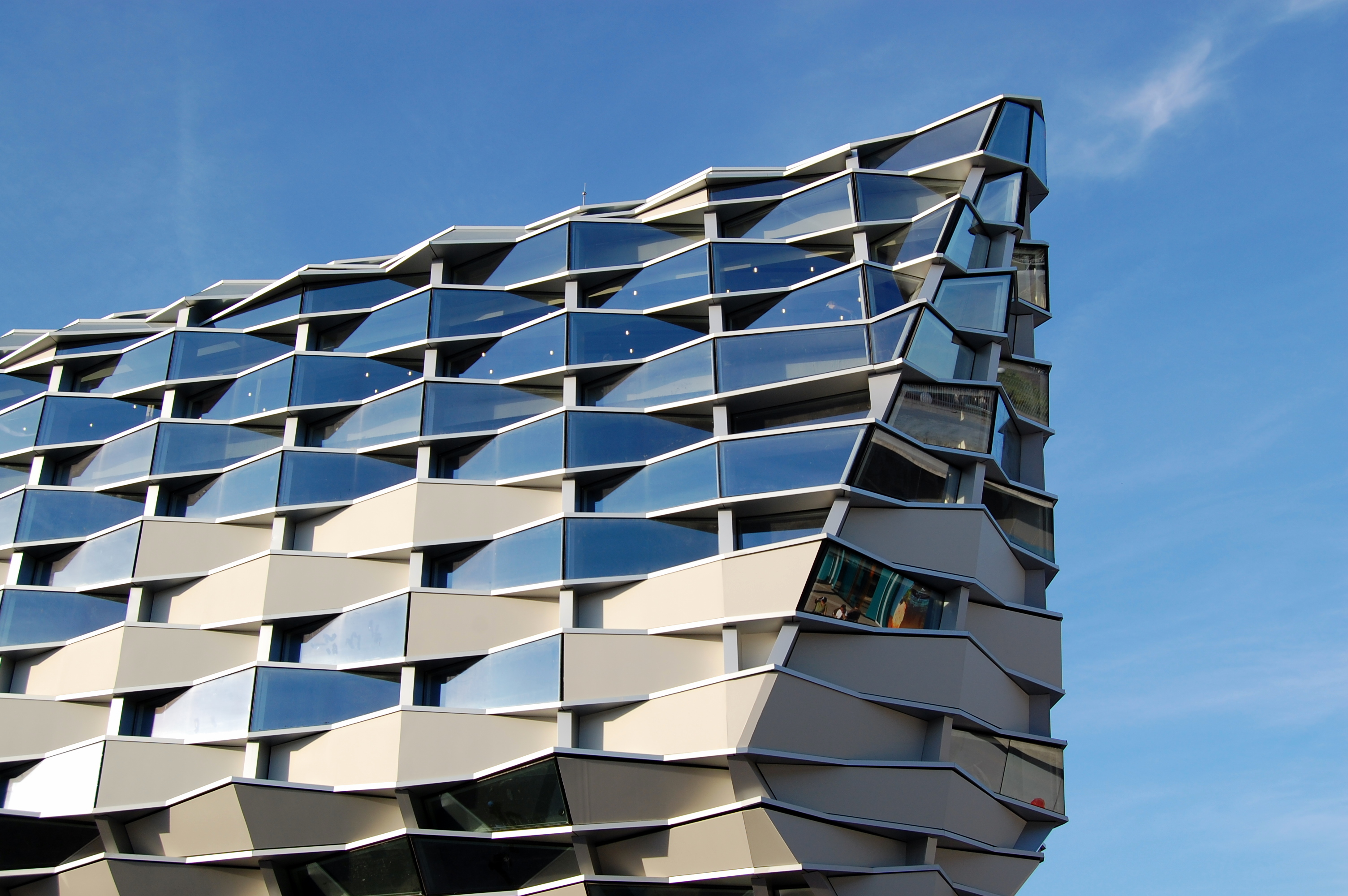
Pavilhão Aragão

Expo 2008 foi uma Exposição Internacional realizada entre 14 de Junho e 14 de Setembro de 2008, coordenada pelo Bureau Internacional de Exposições.
A Expo 2008, realizada em Saragoça, Espanha, com o tema "Água e desenvolvimento sustentável", foi realizada num meandro do rio Ebro.
A cidade anfitriã para a Exposição Internacional é a capital administrativa e financeira da comunidade autónoma de Aragão e a quinta maior cidade espanhola em número de habitantes (660 000). Foi escolhida da Expo 2008 em 16 de Dezembro de 2004 pelo BIE, concorrendo com Tessalônica (Grécia) e Trieste (Itália).
Dos edifícios, o mais emblemático é a Torre da Água, com 80 metros de altura, um edifício transparente concebido por Enrique de Teresa para evocar uma gota de água. A exposição também acolheu vários espetáculos, incluindo um desfile do "Cirque du Soleil" chamado O Despertar da Serpente.
Vários países, organizações não governamentais e empresas privadas se fizeram presentes na Expo 2008, sempre com a ideia da água e do desenvolvimento sustentável. A comissão da Expo 2008 estimou que este evento poderá gerar 135 milhões de euros em receitas.

## Espaços e Exposições

### Pavilhões Temáticos

#### Pavilhão Ponte

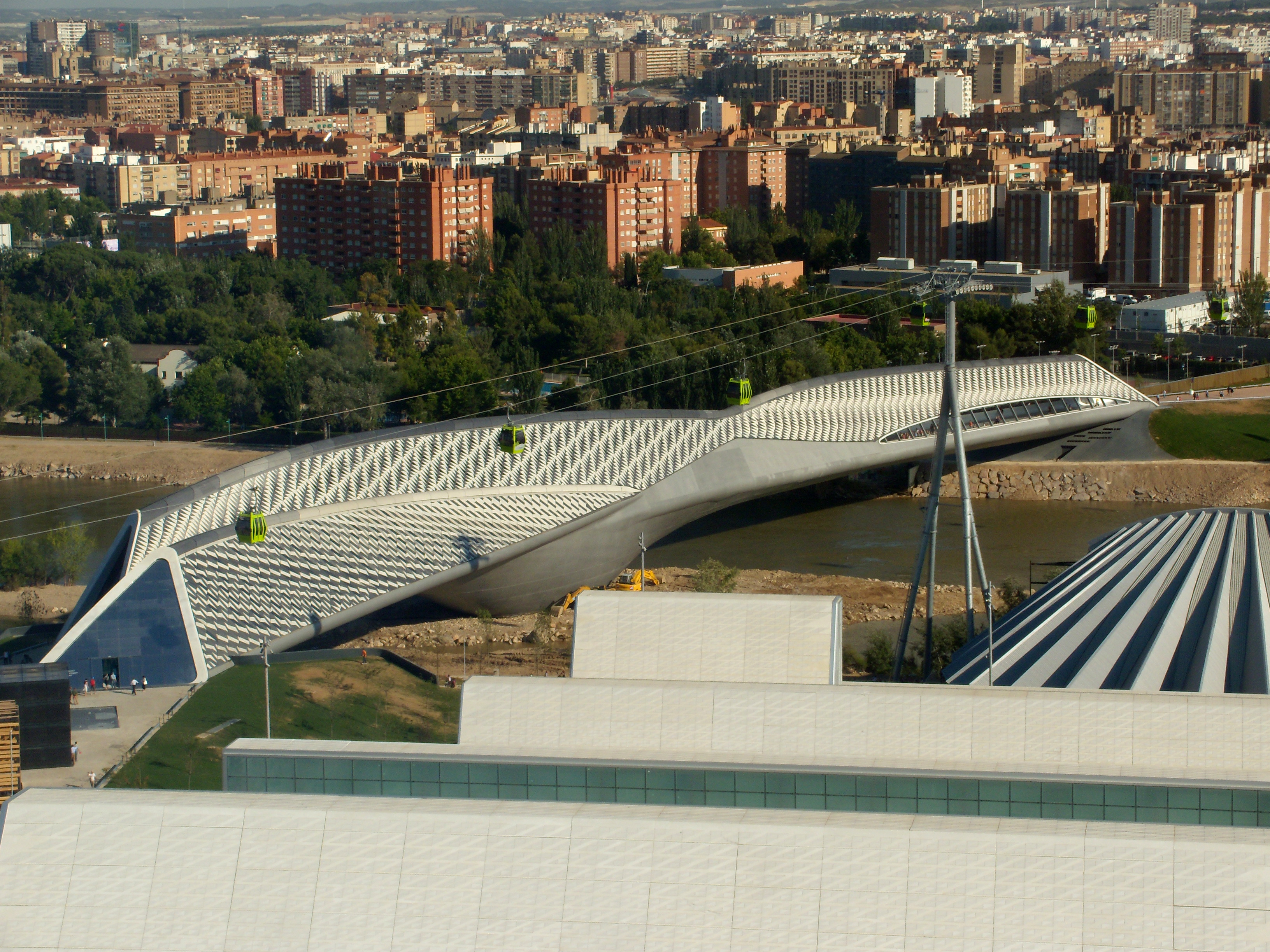
Pavilhão Ponte

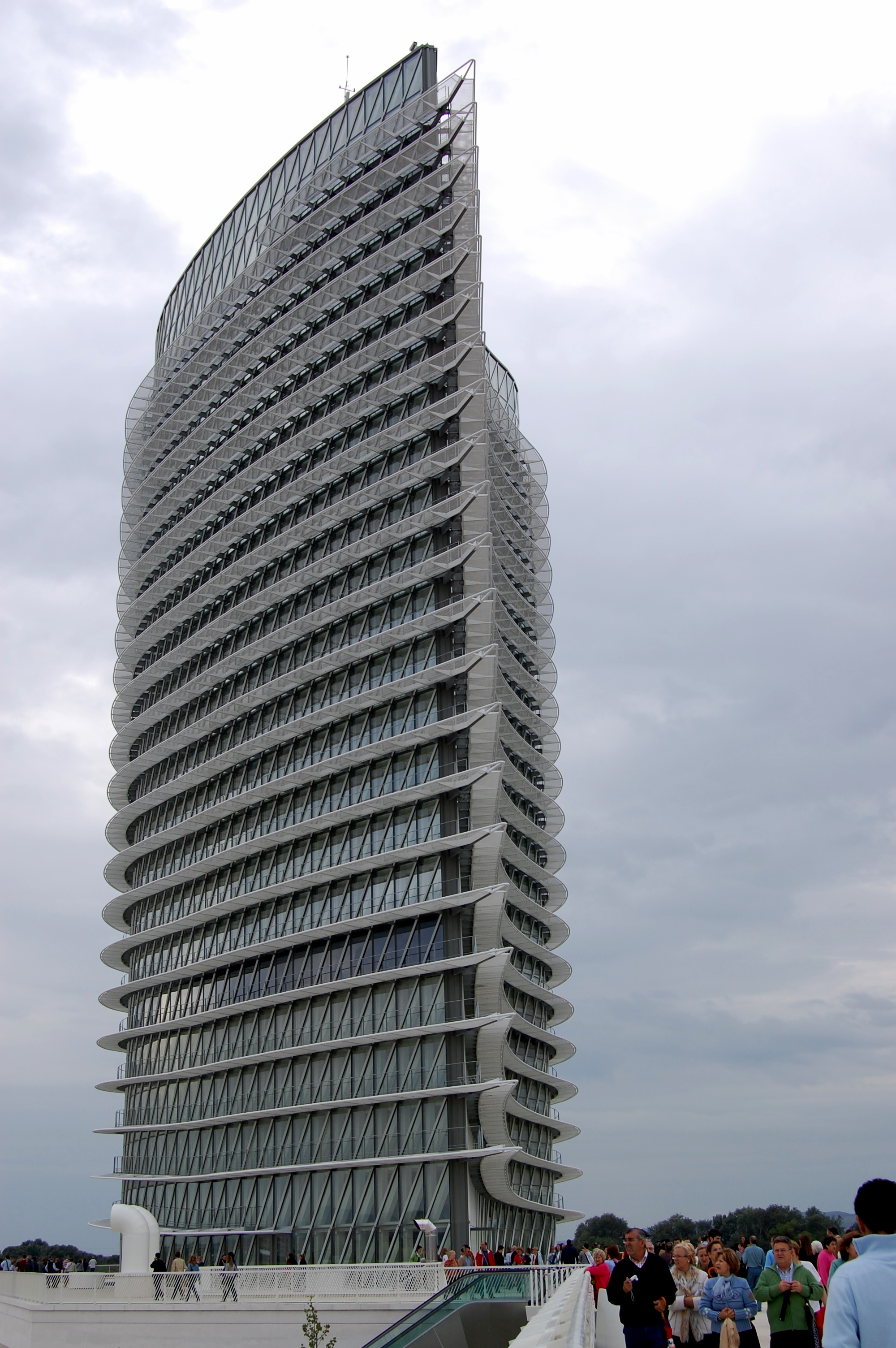
Torre de Água

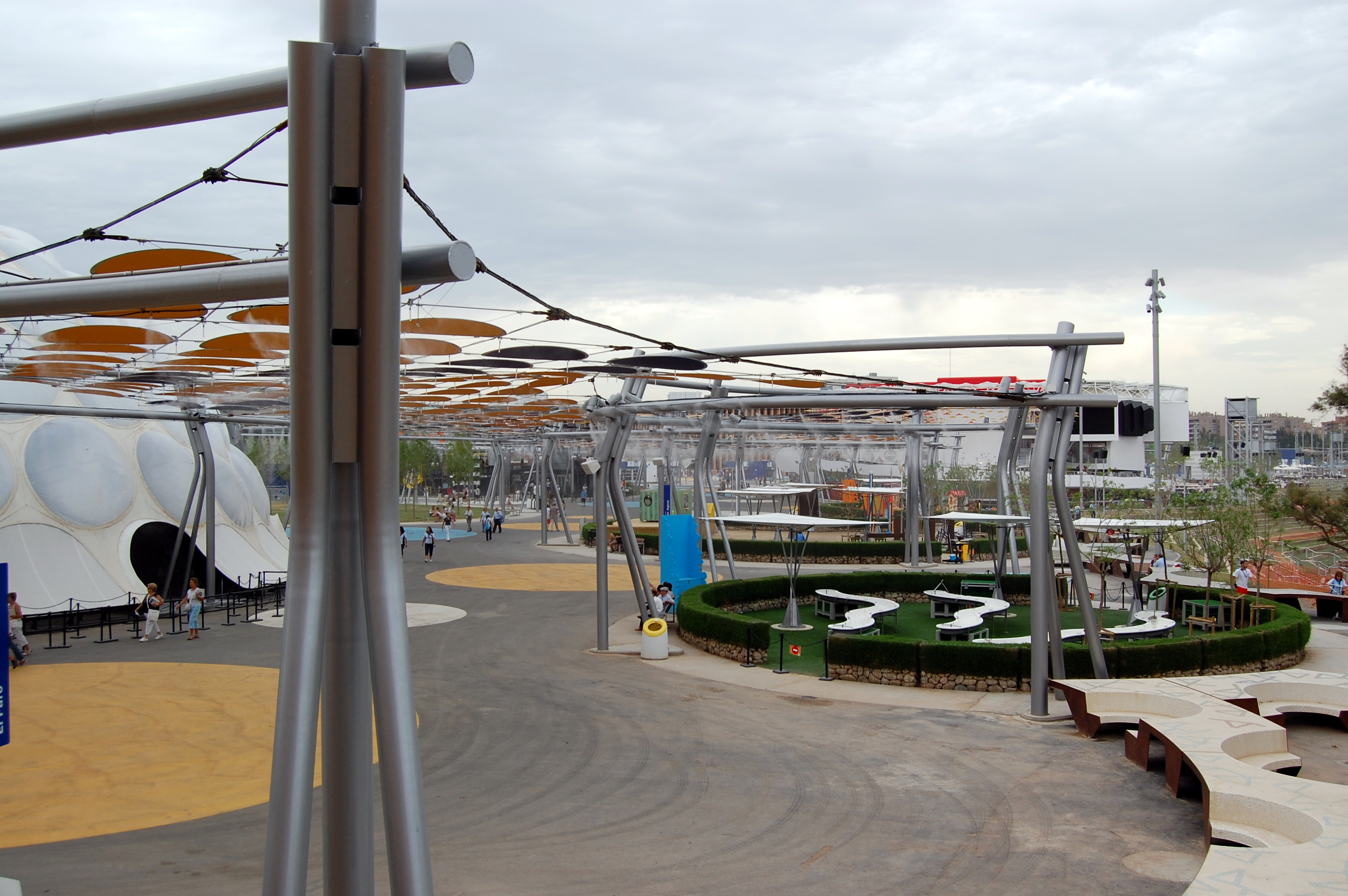
Praças temáticas

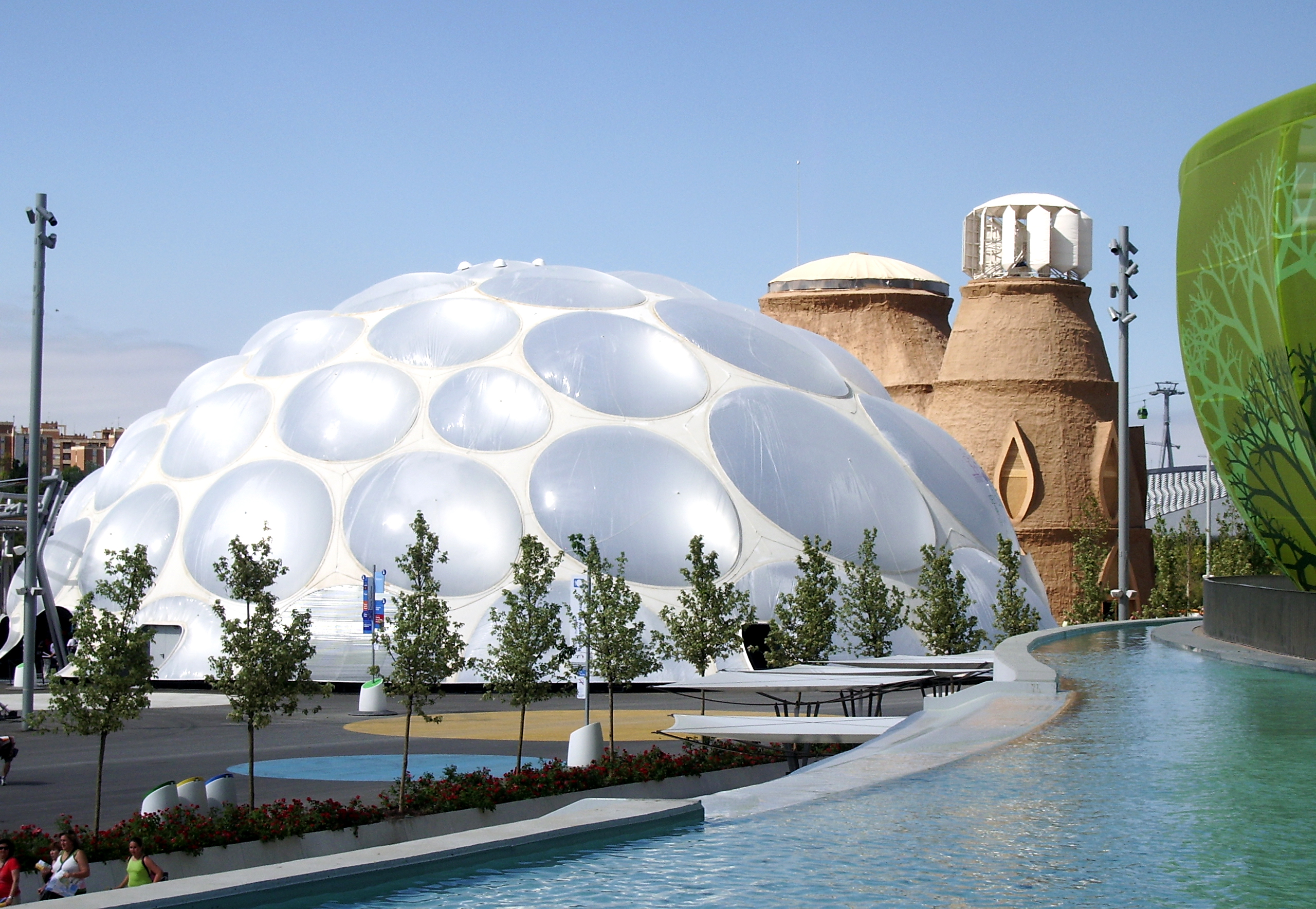
Praças temáticas

O Pavilhão Ponte é um dos edifícios mais emblemáticos da Expo 2008. Foi projetado por Zaha Hadid. É construído em dois níveis com a forma de um gladíolo. Ela está junta ao bairro de La Almozara e da Expo através de uma ilha central no rio Ebro.
A Ponte Pavilhão acolheu a exposição Água - um recurso único. Esta exposição tentou apresentar a água como um direito humano universal, para informar os visitantes como a água é um recurso único e para explicar os procedimentos para a gestão da água e incentivar a participação dos cidadãos.

#### Torre de Água
A Torre de Água foi mais um edifício emblemático da Expo 2008. Foi projetado por Enrique de Teresa e tem 76 metros de altura, ocupando 10 400 m². No piso superior, há 720 m², com um bar panorâmico com uma vista sobre Saragoça. Dentro da torre, há uma escultura com 23 m de altura denominada Splash, o que representa um "splash de água, a chegada da vida no nosso planeta".
A Torre de Água acolheu a exposição Água para a vida, em que "meios audiovisuais e de iluminação tiveram um papel fundamental na forma como os conteúdos serão comunicados".

#### Aquarium
Este pavilhão temático era o maior aquário de água doce na Europa, com 300 espécies de fauna de diferentes rios de todo o mundo em 60 tanques ou terrariums. Os rios representados são:
- O Rio Nilo: Há espécies dos grandes lagos africanos. Tem igualmente crocodilos e uma exposição sobre o Mar Mediterrâneo e o Mar Vermelho.
- O Rio Mekong: Neste rio, os visitantes encontram espécies dos Himalaias, jardins inferiores ao curso do rio, o Oceano Pacífico e recifes de coral.
- O Rio Amazonas: É dividido em três áreas diferentes. A primeira delas é a Floresta Amazônica com os seus coqueiros e manguezais. A segunda área também é sobre a Floresta Amazônica, enquanto a terceira área é um manguezal com uma exposição sobre o Oceano Atlântico.
- O Rio Murray-Darling: Esta exposição começa nas regiões inundadas e passa por áreas desérticas. Ela termina com a exibição de um vídeo sobre as aves.
- O Rio Ebro: Também é representado em duas áreas. A primeira área é uma caverna numa montanha e a segunda é o curso do rio. Há também uma exposição sobre o Mar Mediterrâneo.
- O "World River": Representa o passado, quando "todos os continentes estavam unidos como uma única ilha rodeada pelo oceano".

### Praças temáticas

#### Sede
Com os seus vários espelhos, esta praça temática é uma ilusão óptica dos visitantes. A palavra sede representa a necessidade de água. O quadrado combina projeções audiovisuais e combinações de luz e som. Tem 36,7 m de diâmetro, com 1000 m² (820 deles são a área da exposição).

#### Cidades da água
Esta praça não tem paredes, sendo os seus conteúdos visíveis do exterior. A água é um "recurso urbano" e um "elemento natural no processo de melhoria da qualidade de vida nas cidades".

#### Última água
Simboliza o momento em que uma onda quebra na praia. Esta praça é dividida em duas partes. A primeira parte é uma área sensorial com 150 lugares, onde alguns móveis audiovisuais são projectados. A segunda parte é a área com ideias plataformas interactivas, imagens e textos sobre a água e os seus riscos.

#### Oikos, a água e a energia
Esta exposição é acerca da obtenção de energia a partir da água.

#### Divisão da água
Sobre esta praça temática, os visitantes saberão as divisões políticas que afectam a gestão da água e da importância deste recurso comum.

#### Inspirações Aquáticas
Esta praça acolheu o show El hombre vertiente, criada pelo argentino Pichón Baldinu, estando patente seis vezes por dia.

### Participantes

#### Pavilhões
Mais de cem países, além de dezenas de empresas e ONGs são esperados para participar na Expo 2008. A lista tem confirmado esses 104 países, dispostos em ordem alfabética:
| Participantes        | Participantes         | Participantes            | Participantes      |
| -------------------- | --------------------- | ------------------------ | ------------------ |
| África do Sul        | Alemanha              | Andorra                  | Angola             |
| Antígua e Barbuda    | Arábia Saudita        | Argélia                  | Argentina          |
| Áustria              | Bahamas               | Barbados                 | Bélgica            |
| Belize               | Bolívia               | Brasil                   | Bulgária           |
| Camarões             | Cabo Verde            | Cazaquistão              | China              |
| Chipre               | Colômbia              | Coreia do Sul            | Costa Rica         |
| Croácia              | Cuba                  | Dinamarca                | Dominica           |
| Egito                | El Salvador           | Emirados Árabes Unidos   | Equador            |
| Eslováquia           | Espanha               | Etiópia                  | Filipinas          |
| França               | Grécia                | Grenada                  | Guatemala          |
| Guiana               | Guiné Equatorial      | Haiti                    | Honduras           |
| Hungria              | Iêmen                 | Índia                    | Indonésia          |
| Itália               | Jamaica               | Japão                    | Jordânia           |
| Kuwait               | Líbia                 | Lituânia                 | Macedônia do Norte |
| Malásia              | Mali                  | Malta                    | Marrocos           |
| Mauritânia           | México                | Moçambique               | Mónaco             |
| Mongólia             | Namíbia               | Nepal                    | Nicarágua          |
| Níger                | Nigéria               | Omã                      | Países Baixos      |
| Panamá               | Paquistão             | Paraguai                 | Peru               |
| Polónia              | Portugal              | Catar                    | Quênia             |
| República Dominicana | Roménia               | Rússia                   | Ilhas Salomão      |
| Santa Lúcia          | São Cristóvão e Neves | São Vicente e Granadinas | Senegal            |
| Sudão                | Suécia                | Suriname                 | Suíça              |
| Tailândia            | Tanzânia              | Timor-Leste              | Trinidad e Tobago  |
| Tunísia              | Turquia               | Uganda                   | Uruguai            |
| Vanuatu              | Vaticano              | Venezuela                | Vietname           |

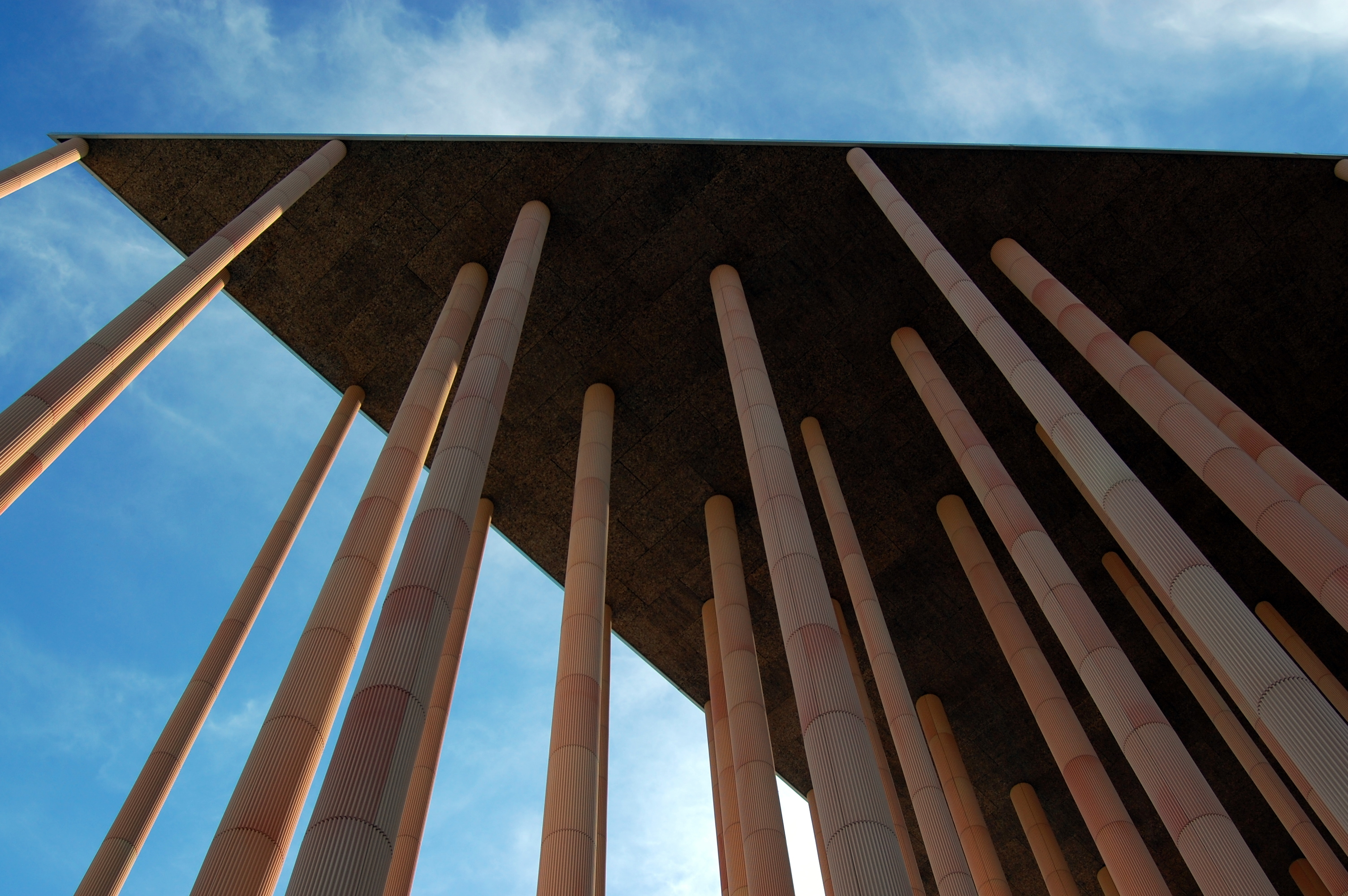
Pavilhão de Espanha

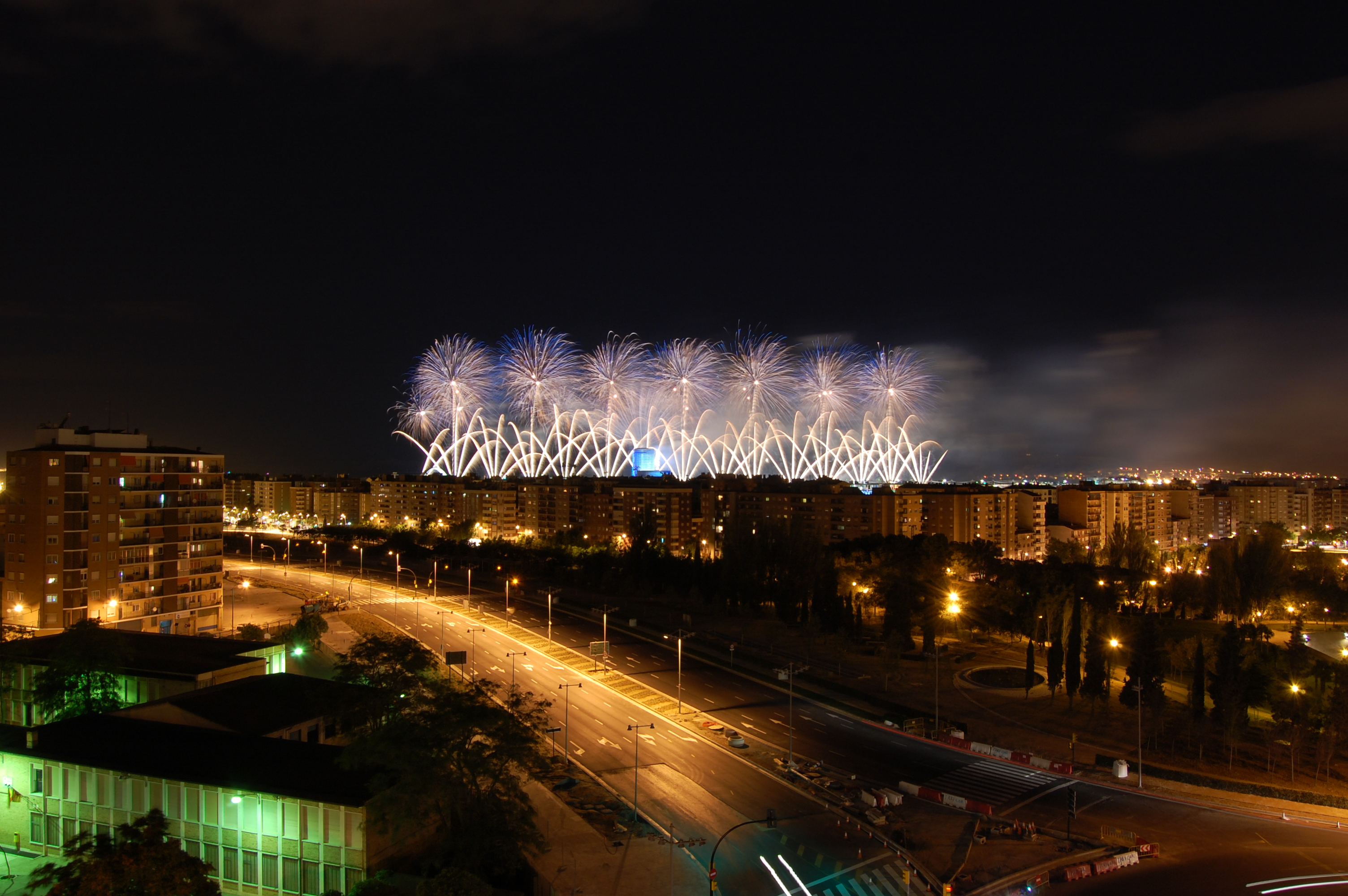
Inauguração da Expo 2008 - Fogo de artifício

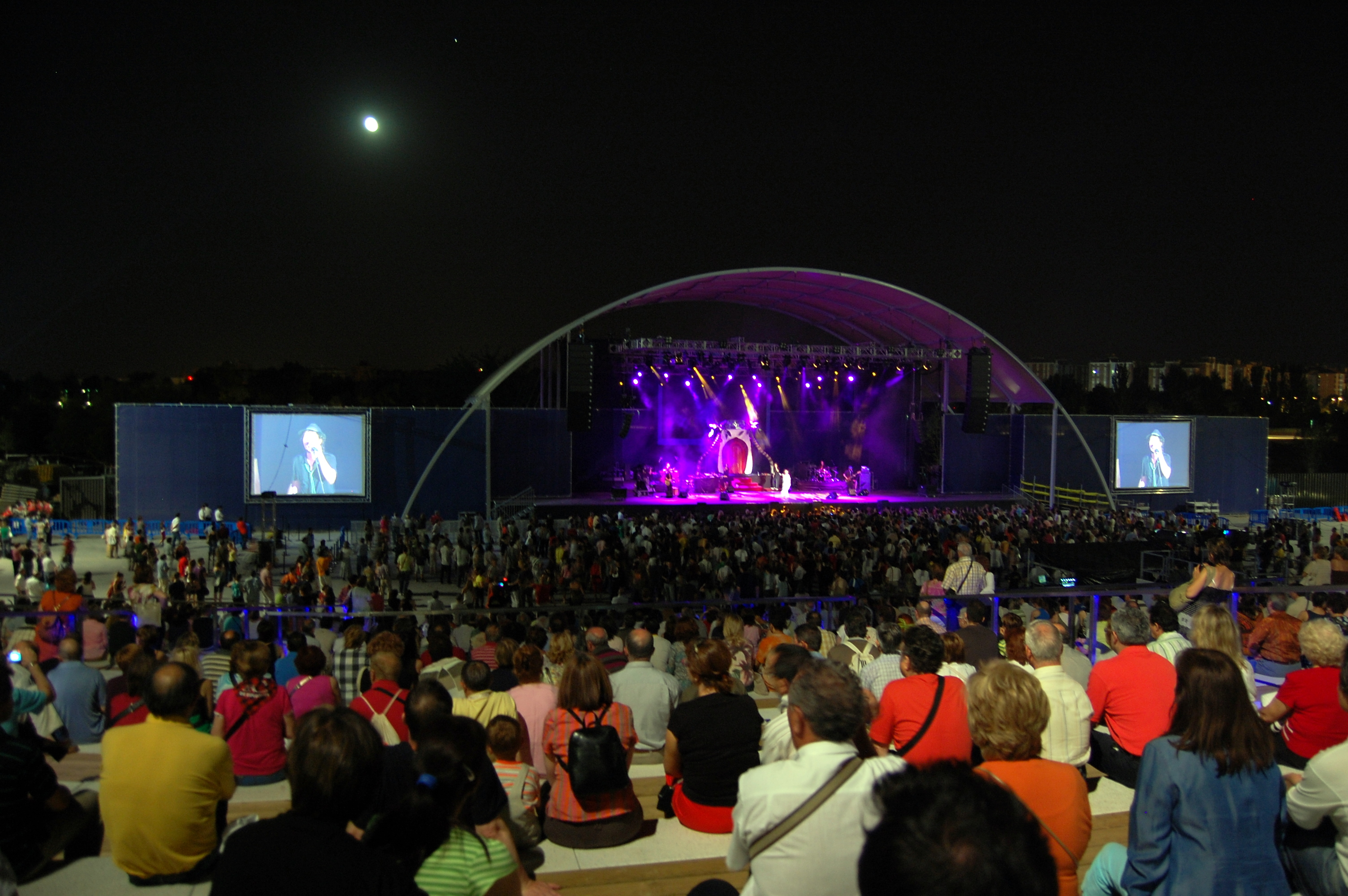
Anfiteatro

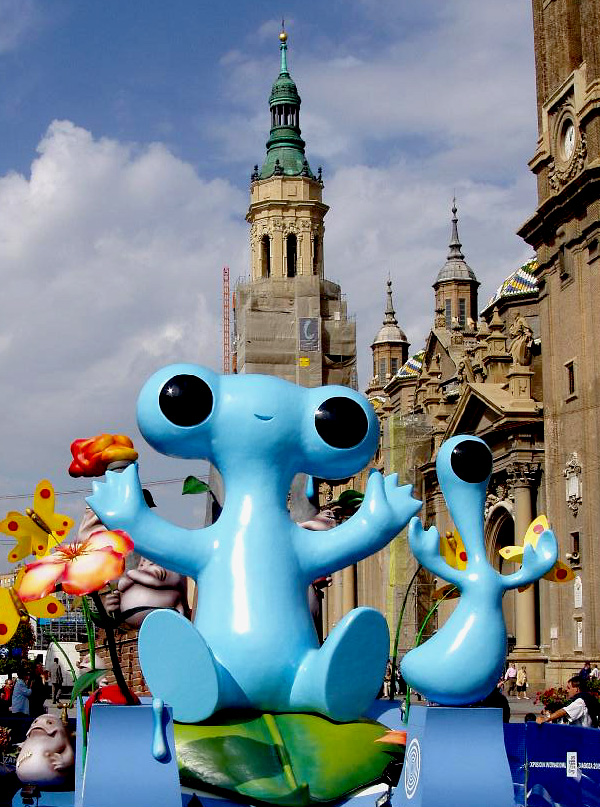
Fluvi, mascote oficial do evento

As 17 comunidades autónomas de Espanha e as duas cidades autónomas de Ceuta e Melilla, também participaram, assim como as Nações Unidas e a União Europeia.
Os pavilhões dos participantes oficiais serão divididos em 8 grandes edifícios e em cinco áreas geográficas ecológicas diferenciadas dentro da Expo 2008, o que irá contribuir para orientar e separar os diferentes países participantes. Essas áreas são:
- Ilhas e costas
- Oásis
- Gelo e neve
- As florestas temperadas
- As florestas tropicais
- Montes e planícies altas
- Pradarias, estepes e savanas
- Rios e planícies baixas

A união dos pavilhões corresponde a ecorregiões geográficas de Pradarias, estepes e savanas, Florestas tropicais e Ilhas e costas, estão a ser construídos pelos organizadores para serem os pavilhões dos países da África Subsariana, da América Latina e da Comunidade do Caribe (CARICOM), respectivamente. A superfície total dos pavilhões dos países participantes é de 61667 m².
Espanha e a região de Aragão terão os seus próprios pavilhões, distintos, como anfitriões. O Pavilhão Espanha foi desenhado por Francisco "Patxi" Mangado, e o Pavilhão de Aragão, que se assemelha à forma da cestaria local, por Daniel Olano.

### Pavilhão de incentivo aos cidadãos
Este pavilhão tem a forma de baliza, "um símbolo de esperança para o futuro da água no nosso mundo". Ele irá manifestar a vitalidade dos cidadãos e das organizações não governamentais. Beacon será situado na entrada do Pavilhão-Ponte.

## Espetáculos
A Expo 2008 teve 93 mostras de programas, com mais de 3400 actos de mais de 350 empresas e artistas.
Sobre a Expo, houve três apresentações maiores. São elas:

### Iceberg
Este espetáculo foi a parte artística da Abertura Cerimónia e foi repetida por cada noite. O diretor espanhol Calixto Bieito e o cenógrafo Alfons Flores foram os responsáveis por definir o design, enquanto a música era de José Luis Romeo. O espetáculo teve um enorme iceberg com uma figura humana concebida pela empresa catalã FOCUS.

### El hombre vertiente
Este espetáculo é criado pelo argentino Pichón Baldinu. Ele foi repetido seis vezes ao longo do dia sobre a temática da água numa praça. O público experimentou emoções extremas.

### O despertar da serpente
O desfile foi um dos grandes momentos do dia. "O Despertar da Serpente" fez o seu caminho todos os dias. A sua criatividade foi do diretor Jean François Brouchard, enquanto o seu diretor artístico foi Julien Gabriel. O desfile também teve água como o seu tema principal. Cirque du Soleil participou com acrobatas, actores, ginastas, cantores e músicos.

## Mascotes
A mascote da Expo 2008 é Fluvi, uma gota de água.
Com seu melhor amigo, Ica, a mais pequena gota de água, e Nico e Laurita, ele irá lutar contra a poluição feita pela Sec e Raspa.

## Depois da Expo
O local e as suas instalações foram planeadas pensando na sua utilização após a Expo, que terminou em Setembro de 2008, como uma nova extensão da cidade. Alguns dos edifícios serão alugados ou cedidos a diversas instituições. Dessa forma, o Pavilhão Aragão será convertido em sede de um ministério regional, enquanto a Torre de Água e o Pavilhão-Ponte se espera que sejam compradas por instituições financeiras locais.
Os pavilhões internacionais pavilhões vão ser remodelados e convertidos em escritórios, de modo a que o local se torne o principal parque empresarial, em Saragoça. Este espaço também terá estabelecimentos de lazer e restaurantes.
Uma grande parte do local poderá ser utilizada para estabelecimentos comerciais e para a construção de um parque científico para as empresas.